# Francisco Pereira Oliveira
Francisco José Pereira de Oliveira (1 de janeiro de 1961) é um deputado e político português. Ele é deputado à Assembleia da República na XIV legislatura pelo Partido Socialista. Tem uma licenciatura em Direito.